# Leptacis larsovehanseni
Leptacis larsovehanseni är en stekelart som beskrevs av Peter Neerup Buhl 1997. Leptacis larsovehanseni ingår i släktet Leptacis och familjen gallmyggesteklar. Inga underarter finns listade i Catalogue of Life.